# Miss Grand Nakhon Ratchasima
Miss Grand Nakhon Ratchasima (en tailandés: มิสแกรนด์นครราชสีมา) es un concurso de belleza para mujeres solteras en la provincia de Nakhon Ratchasima, Tailandia. La competencia se realiza anualmente desde 2016. La licencia de Miss Grand Nakhon Ratchasima ha sido otorgada a Digital Television Network Co., Ltd. por la organización Miss Grand Tailandia desde principios de 2016.
La ganadora de Miss Grand Nakhon Ratchasima representará a la provincia de Nakhon Ratchasima en Miss Grand Tailandia y trabajará como embajadora de la provincia durante un año. Si no puede, uno de los finalistas tomará su lugar y continuará con sus deberes. Después de ganar el título de Miss Grand Nakhon Ratchasima, la ganadora no puede competir en ningún concurso de belleza en ningún nivel hasta que corona a su sucesor en el próximo año, excepto que la organización de Miss Grand Tailandia da permiso.
Después de que Miss Grand Tailandia ejecutara el sistema provincial en 2016, los representantes de Nakhon Ratchasima nunca ganaron Miss Grand Tailandia, la mejor posición es la finalista Top 20 en 2016 y 2018 por Charinee Khudpoh y Monpatsorn Rittha, respectivamente. Antes de eso, una participante de Nakhon Ratchasima ganóةةمنانتاتة
دمككظزكمزممموتنزنة
```
el concurso una vez en 2014 por 
Parapadsorn Disdamrong
, luego representó al país en 
Miss Grand Internacional 2014
 y 
Miss Supranational 2014
, que fue galardonada como Top 10 finalista y primera finalista, respectivamente.
```

## Historia
Dado que Miss Grand Tailandia se estableció en 2013 para seleccionar a los representantes de Tailandia para Miss Grand Internacional, todo el proceso de selección se realizó solo en Bangkok, la capital del país. Para ganar más popularidad en otras regiones, Nawat Itsaragrisil, el presidente de la organización, vendió la franquicia a organizadores locales del concurso en 77 provincias de Tailandia en 2016.
Para la provincia de Nakhon Ratchasima, la licencia de Miss Grand Nakhon Ratchasima ha pertenecido a la compañía local de televisión por cable, Digital Television Network Co., Ltd., desde 2016. En 2016-2017, el evento se realizó bajo la dirección de Cheewanat Supattarobon, y 2018-2020 con el control de Jarupak Praneetpholkrang, ambos son miembros de la junta directiva de dicha compañía.
El primer concurso de Miss Grand Nakhon Ratchasima se celebró en 2016 con 20 candidatas, Charinee Khudpoh ganó el título ese año y luego participó en Miss Grand Tailandia 2016 y terminó como finalista Top 20. Además, la Miss Grand Nakhon Ratchasima fue colocada como la 1ª finalista del mejor traje nacional en 2018 con el disfraz "Stir-Fried Noodle Thai Korat" (en tailandés: ผัดหมี่โคราช), el famoso plato local de la provincia. El atuendo fue elegido por la organización Miss Grand Tailandia para competir en la competencia de «Mejor Traje Nacional» de The Miss Globe 2019 en Albania.

## Ganadoras del certamen
| Año  | Ganadora              | Origen            | Edad | Altura | Lugar del evento                                                 | Participantes | Fecha                 | Ref.          |
| ---- | --------------------- | ----------------- | ---- | ------ | ---------------------------------------------------------------- | ------------- | --------------------- | ------------- |
| 2020 | Papassara Ang-yot     | Nakhon Ratchasima | 20   | 170 cm | MCC Hall, The Mall Korat Piso 3, Amphoe Muang, Nakhon Ratchasima | 22            | 17 de febrero de 2020 | [ 10 ] [ 11 ] |
| 2019 | Kamonchanok Lonuch    | Nakhon Ratchasima | 27   | 168 cm | MCC Hall, The Mall Korat Piso 3, Amphoe Muang, Nakhon Ratchasima | 13            | 17 de marzo de 2019   | [ 7 ]         |
| 2018 | Monpatsorn Rittha     | Nakhon Ratchasima | 20   | 175 cm | MCC Hall, The Mall Korat Piso 3, Amphoe Muang, Nakhon Ratchasima | 20            | 18 de marzo de 2018   | [ 7 ] [ 12 ]  |
| 2017 | Charinthip Chimpakwan | Nakhon Ratchasima | 23   | 172 cm | V One Hotel, Amphoe Muang, Nakhon Ratchasima                     | 10            | 05 de febrero de 2017 | [ 13 ]        |
| 2016 | Charinee Khudpoh      | Nakhon Ratchasima | 20   | 178 cm | V One Hotel, Amphoe Muang, Nakhon Ratchasima                     | 20            | 08 de mayo de 2016    | [ 1 ]         |

## Competencia nacional
Clave de color;
- Ganadora
- Finalista
- Semifinalista
- Cuartofinalista

| Año  | Miss Grand Nakhon Ratchasima | Miss Grand Nakhon Ratchasima | Posición                 | Premios especiales                    | Ref.         |
| Año  | Nombre inglés                | Nombre tailandés             | Posición                 | Premios especiales                    | Ref.         |
| ---- | ---------------------------- | ---------------------------- | ------------------------ | ------------------------------------- | ------------ |
| 2020 | Papassara Ang-yot            | ปภัสรา อังค์ยศ                  |                          |                                       |              |
| 2019 | Kamonchanok Lonuch           | กมลชนก โลนุช                  | —                        | - 1ª Finalista — Mejor Traje Nacional | [ 14 ]       |
| 2018 | Monpatsorn Rittha            | มนต์ภัสสร ฤทธิ์ธา                | Cuartofinalista (Top 20) | - Top 16 — Cariño de la Hostia        | [ 4 ] [ 15 ] |
| 2017 | Charinthip Chimpakwan        | ชรินทร์ทิพย์ ฉิมผักแว่น             | —                        | —                                     |              |
| 2016 | Charinee Khudpoh             | ชาริณีย์ ขุดโพธิ์                  | Cuartofinalista (Top 20) | - Top 10 — Mejor Traje Nacional       | [ 5 ]        |

## Director provincial
- 2016–2017: Cheewanat Supattarobon (ชีวณัฏฐ์  สุภัทโรบล) — Digital Television Network Co., Ltd.[1]
- 2018–2020:  Jarupak Praneetpholkrang (จารุพักตร์ ปราณีตพลกรัง) — Digital Television Network Co., Ltd.[2][7]